# Marjan Vrbnjak
Marjan Vrbnjak, slovenski policist in veteran vojne za Slovenijo, univerzitetni diplomirani pravnik, * 30. november 1959.
Vso svojo poklicno kariero je delal v slovenski policiji, kjer je opravljal vse vrste nalog. Med drugim je bil dalj časa komandir največje policijske postaje, PP Maribor. Kariero je končal kot vodja oddelka za cestni promet na Policijski upravi Maribor. Aktivno je dodeloval v osamosvojitvenih procesih in sami osamosvojitveni vojni leta 1991 za kar je prejel tudi najvišje državno odlikovanje. Dva mandata je vodil Policijsko veteransko društvo Sever Maribor, kot njen predsednik. Sedaj je podpredsednik tega društva in tudi podpredsednik Združenja Sever na državni ravni. Od leta 2015 je predsednik Občinskega sveta za preventivo in vzgojo v cestnem prometu v Občini Duplek.

## Odlikovanja in nagrade
Leta 2004 je prejel častni znak svobode Republike Slovenije z naslednjo utemeljitvijo: »za izjemne zasluge pri obrambi svobode in uveljavljanju suverenosti Republike Slovenije«.